# Нух I
Нух ибн Наср, или Нух I (перс. نوح یکم سامانی‎‎; умер в 954 г.) — эмир династии Саманидов (943—954). Сын эмира Насра II (914—943) и внук Ахмада ибн Исмаила (907—914).

## Приход к власти
В 943 году несколько офицеров армии Саманидов, рассерженные поддержкой Насром исмаилитских миссионеров, составили заговор с целью убийства Насра. Однако сын Насра Нух узнал об этом плане. Он пошёл на пир, призванный организовать заговор, и обезглавил их вождя. Чтобы успокоить других офицеров, он пообещал остановить исмаилитских миссионеров от продолжения их деятельности. Затем Нух убедил Насра отречься от престола. После смерти от болезни Насра он взошёл на трон.

## Правление
После восшествия на трон Нуха І как и у отца в стране начались внутренние смуты. Он подавил восстание в Хорезме. Другое восстание, инициированное Абу Али Чаганиани, оказалось гораздо более серьёзным и было поддержано несколькими саманидскими офицерами, такими как Абу Мансур Мухаммад, который был губернатором Туса. Абу Али, помимо того, что был правителем саманидского вассального государства Чаганиан, был губернатором Хорасана с 939 года. В 945 году он был отстранён от последнего поста Нухом, который пожелал заменить его тюрком по имени Ибрагим ибн Симджур. Абу Али объединил свои силы с дядей Нуха Ибрагим ибн Ахмадом и восстал.
В 947 году Ибрагим получил контроль над Бухарой и короновал себя как правитель империи Саманидов, вынудив Нуха бежать в Самарканд. Ибрагим, однако, оказался непопулярным в городе, что позволило Нуху схватить и ослепить своего дядю, а также двух его братьев. Столица Абу Али в Чаганиане была разграблена, но в 948 году между ними был заключен мир, и Абу Али был утверждён правителем Чаганиана. После смерти правителя Хорасана Мансура ибн Кара-Тегина в 952 году Абу Али также восстановил этот пост.
Нух снял Абу Али от должности губернатора Хорасана во второй раз после получения жалобы от Вумшагира Зиярида правителя Табаристана. Нух ранее поддерживал Вушмгира; последний на короткое время овладел Горганом при поддержке Саманидов, а после того, как проиграл его Буидам, он использовал армию Саманидов, чтобы вернуть Горган и Табаристан в 947 году. Зияриды, Саманиды и Буиды впоследствии сражались над регионом в течение следующих нескольких лет, каждая из сторон несколько раз получает временный контроль над регионом. Вушмагир, который был союзником Саманидов, был доволен, когда Абу Али начал войну против Буидов, но был возмущён, когда Абу Али заключил мир с Буидами в городе Рей. Его жалоба, состоящая из обвинений в сговоре Абу Али с Буидами, привела к решению Нуха снять его с должности. Затем Абу Али бежал к Буидам и получил протекцию от халифа аль-Мути на контроль над Хорасаном. Смерть Нуха в 954 году помешала ему решить эту проблему. Его преемником стал его сын Абдул Малик ибн Нух I.